# Marcelo Ferreira (regatista)
Marcelo Bastos Ferreira (Niterói, 26 de septiembre de 1965) es un deportista brasileño que compitió en vela en la clase Star.
Participó en cuatro Juegos Olímpicos de Verano entre los años 1992 y 2004, obteniendo tres medallas: oro en Atlanta 1996, bronce en Sídney 2000 y oro en Atenas 2004. Ganó diez medallas en el Campeonato Mundial de Star entre los años 1990 y 2010, y tres medallas en el Campeonato Europeo de Star entre los años 1989 y 2003.

## Palmarés internacional
| Juegos Olímpicos   | Juegos Olímpicos                | Juegos Olímpicos  | Juegos Olímpicos |
| Año                | Lugar                           | Medalla           | Clase            |
| ------------------ | ------------------------------- | ----------------- | ---------------- |
| 1996               | Atlanta (Estados Unidos)        | Medalla de oro    | Star             |
| 2000               | Sídney (Australia)              | Medalla de bronce | Star             |
| 2004               | Atenas (Grecia)                 | Medalla de oro    | Star             |
| Campeonato Mundial |                                 |                   |                  |
| Año                | Lugar                           | Medalla           | Clase            |
| 1990               | Cleveland (Estados Unidos)      | Medalla de oro    | Star             |
| 1991               | Cannes (Francia)                | Medalla de plata  | Star             |
| 1994               | San Diego (Estados Unidos)      | Medalla de bronce | Star             |
| 1995               | Laredo (España)                 | Medalla de plata  | Star             |
| 1996               | Río de Janeiro (Brasil)         | Medalla de bronce | Star             |
| 1997               | Marblehead (Estados Unidos)     | Medalla de oro    | Star             |
| 1998               | Portorož (Eslovenia)            | Medalla de plata  | Star             |
| 2002               | Marina del Rey (Estados Unidos) | Medalla de plata  | Star             |
| 2005               | Olivos (Argentina)              | Medalla de plata  | Star             |
| 2010               | Río de Janeiro (Brasil)         | Medalla de bronce | Star             |
| Campeonato Europeo |                                 |                   |                  |
| Año                | Lugar                           | Medalla           | Clase            |
| 1989               | Travemünde (RFA)                | Medalla de oro    | Star             |
| 1991               | Balatonfüred (Hungría)          | Medalla de oro    | Star             |
| 2003               | Cascaes (Portugal)              | Medalla de oro    | Star             |

1. ↑  En algunas ediciones del Campeonato Europeo se permitió la participación de regatistas de otros continentes.